# Olaf Marschall
Olaf Marschall (Torgau, 19 maart 1966) is een (Oost-)Duits voormalig voetballer en trainer die speelde als aanvaller.

## Carrière
Marshall werd geboren in Oost-Duitsland en speelde het eerste deel van zijn carrière voor het Oost-Duitse Lokomotive Leipzig waarmee hij in 1986 en 1987 de Oost-Duitse beker won. Na de val van de Muur trok hij net zoals zoveel andere voetballers naar het Westen en ging spelen voor het Oostenrijkse FC Admira Wacker. In 1993 trok hij naar Dynamo Dresden waar hij maar een seizoen speelde. In 1994 tekende hij een contract bij 1. FC Kaiserslautern en speelde er tot in 2002. Hij werd in 1997 kampioen in de tweede Bundesliga en het seizoen erop landskampioen, in 1996 had hij met de club al de beker gewonnen. Hij speelde nog een seizoen voor het Qatarese Al-Ittihad Kalba SC.
Hij speelde vier interlands voor Oost-Duitsland en speelde na de hereniging van beide Duitslanden nog dertien interlands voor het Duits voetbalelftal. Hij kon drie keer scoren en nam met de nationale ploeg deel aan het WK voetbal 1998.
Na zijn spelerscarrière werd hij assistent bij 1. FC Kaiserslautern die rol vervulde hij van 2005 tot 2007. Hij was in die periode ook jeugdcoach. In 2013 ging hij aan de slag als hoofdcoach bij SC Idar-Oberstein. Van 2015 tot 2016 was hij scout bij FSV Frankfurt, nadien van 2016 tot 2019 was hij scout bij 1. FC Kaiserslautern.

## Erelijst
- Lokomotive Leipzig
  - FDGB-Pokal: 1986, 1987
- 1. FC Kaiserslautern
  - Landskampioen: 1998
  - DFB-Pokal: 1996

1 Köpke ·
2 Wörns ·
3 Heinrich ·
4 Kohler ·
5 Helmer ·
6 Thon ·
7 Möller ·
8 Matthäus  ·
9 Kirsten ·
10 Häßler ·
11 Marschall ·
12 Kahn ·
13 Jeremies ·
14 Babbel ·
15 Freund ·
16 Hamann ·
17 Ziege ·
18 Klinsmann ·
19 Reuter ·
20 Bierhoff ·
21 Tarnat ·
22 Lehmann ·
Coach: Vogts